# 下江持橋
下江持橋（しもえもちはし）は、福島県須賀川市の阿武隈川に架かる須賀川市道18号上入坦江持線の道路橋である。

## 概要
- 全長：186 m
  - 主径間：46.1 m
- 幅員：7.75（9.3） m
- 竣工：1977年
- 型式：4径間鋼鈑桁橋[1][2]

須賀川市街地東部にて一級水系阿武隈川を渡る。東詰は須賀川市森宿字芋畑、河川敷中の江持字善棚、字西川原を経て、西詰は字岩崎、字中江持、字上台の境界に位置する。橋梁は車道2車線のほか、下り線側に歩道と道路照明灯が設置されている。須賀川駅と阿武隈川東岸を直結しており、釈迦堂川花火大会の開催時は交通規制が実施される。

## 歴史
- 1949年 - 全長108 m、幅員3 mの木橋として開通する[3]。
- 1977年 - 現在の橋に架け替えられる。3月30日に渡橋式が執り行われた[4]。

## 周辺
- 下江持公会堂
- 大内新興化学須賀川工場

## 隣の橋
- 阿武隈川

雲水峰大橋 - 江持橋 - 下江持橋 - 水郡線阿武隈川橋梁 - 御代田橋